# Pseudosphyrapus quintolongus
Pseudosphyrapus quintolongus is een naaldkreeftjessoort uit de familie van de Sphyrapidae. De wetenschappelijke naam van de soort is voor het eerst geldig gepubliceerd in 2007 door Kakui, Kajihara & Mawatari.